# Иодид серебра(I)
Иоди́д серебра́(I), устаревшие названия: йодит, йодирит и йодаргирит — бинарное неорганическое соединение иода и серебра с формулой AgI, серебряная соль иодоводородной кислоты.
Жёлтое вещество, чувствительное к действию света, используется в фотографии. Также находит применение в качестве антисептика в медицине и в качестве дождеобразующего реагента.

## Свойства
Иодид серебра(I) практически не растворяется в воде.
Известно три кристаллических модификациях устойчивых при разных температурах.
Ниже 420 К наиболее стабильна β-фаза иодида серебра(I) со структурой типа вюрцита. Эта фаза встречается в природе в виде минерала иодаргирита.
Выше 420 К становится более стабильной α-фаза. Этот объемноцентрированная кристаллическая кубическая структура, в которой ионы серебра распределены случайным образом между 6 октаэдрическими, 12 тетраэдрическими и 24 тригональными узлами. В этой структуре при этой температуре ионы {\displaystyle {\ce {Ag^+}}} подвижны в кристалле, что превращает его в твёрдый электролит и обеспечивает высокую ионную проводимость.
Переход между кристаллическими β- и α-формами можно рассматривать как «плавление» катионной кристаллической подрешетки из ионов серебра. Энтропия плавления α-формы примерно вдвое меньше, чем у хлорида натрия (типичного ионного твердого тела). Это уменьшение энтропии объясняется тем, что кристаллическая решетка уже «частично расплавилась» при переходе между α- и β-полиморфами.
Также известна метастабильная γ-фаза при температуре ниже 420 К с кристаллической структурой типа цинковой обманки.

## Получение
При комнатной температуре в водном растворе при воздействии иодоводорода, или иодида калия, или иодида натрия на нитрат серебра(I), иодид серебра выпадет в осадок:
{\displaystyle {\ce {AgNO3 + HI -> AgI v + HNO3,}}}
{\displaystyle {\ce {AgNO3 + KI -> AgI v + KNO3,}}}
{\displaystyle {\ce {AgNO3 + NaI -> AgI v + NaNO3}}}.
Способ прямого синтеза из элементов для получения светочувствительного слоя на серебряной поверхности:
Этот способ применялся на заре развития фотографии. Медная пластина, покрытая тонким слоем серебра, тщательно отполированная до зеркального блеска, помещается в специальный ящик, полированной стороной вниз. Снизу ящика под пластиной помещается чашка с кристаллическим иодом. При подогреве иод начинает возгоняться и его пары конденсируются на серебряной поверхности. При этом иод реагирует с серебром, поверхность покрывается тонким слоем иодида серебра(I) (при этом становясь светочувствительной, см. Дагеротипия):
{\displaystyle {\ce {2Ag + I2 -> 2AgI}}}.

## Применение

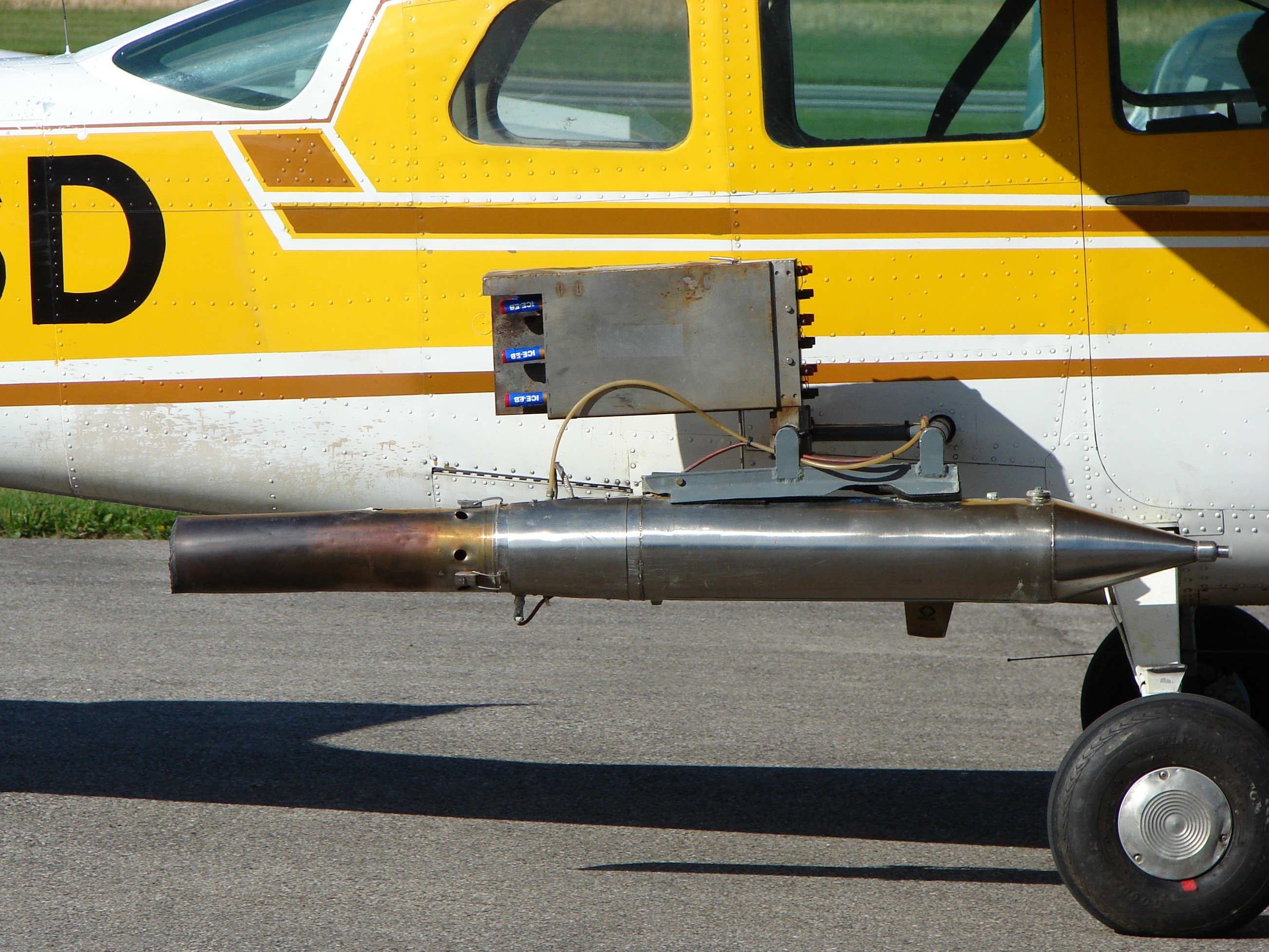
Самолёт Cessna 210 с установленным оборудованием для распыления иодида серебра(I)

Одна из кристаллических структур очень схожа по строению с таковой у льда, поэтому введение небольшого количества аэрозоля в виде микроскопических кристалликов иодида серебра(I) в дождевое облако вызывает в нём образование центров конденсации водяного пара, тем самым вызывая выпадение осадков. По некоторым оценкам, для этой цели используется около 50 тонн вещества в год — при том, что однократно расходуется от 10 до 50 граммов.
Также иодид серебра применяется в качестве светочувствительного вещества в фотографии.

## Токсичность
Иодид серебра(I) токсичен, при контакте с кожей или вдыхании концентрированных паров возможно отравление. Симптомы отравления: головная боль, слабость, анемия, потеря веса, раздражение слизистых оболочек. При длительном контакте или вдыхании может развиться аргирия.